# 四川大地震 (图书)
《四川大地震》是在2008年5月12日汶川大地震發生後兩個月，第一本出版全方位紀錄四川大地震的圖書。
《四川大地震》一書於2008年6月尾完成，由數十名前線記者以東方仁為筆名合作寫成，並由中華書局出版，並由《唐山大地震》一書作者錢鋼作序。書中記錄了自四川地震發生後，各方反應及地震故事。